# Shaggy a Scooby-Doo na stopě
Shaggy a Scooby-Doo na stopě (v anglickém originále Shaggy & Scooby-Doo Get a Clue!) je americký animovaný televizní seriál premiérově vysílaný v letech 2006 až 2008. Oproti většině dalších seriálů o Scooby-Doo v tomto seriálu představují hlavní role pouze postavy Shaggyho a Scooby-Doo, ostatní postavy z jejich party, tedy Fred, Daphne a Velma se objevují v seriálu pouze v jediné epizodě.

## Příběh
Albert Shaggleford, bohatý strýc Shaggyho Rogerse zmizí a jmenuje synovce Shaggyho svým jediným dědicem. Shaggy pomocí dědictví vylepší Záhadostroj, který díky tomu získá schopnost přeměňovat se na řadu jiných vozidel. Před zmizením si doktor Albert Shaggleford udělal několika nepřátel. Mezi nejnebezpečnější patří zlý génius, který chce ovládnout svět a stát se nesmrtelným, doktor Phineas Phibes.
Krom toho, že Dr. Shaggleford byl boháč, byl také vynálezcem a jeho mladý dědic se stal vlastníkem zvláštní nanotechnologie. Přísně tajné složení nanotechnologie bylo smícháno se Scoobyho keksíky, které když jsou nyní snězeny, způsobují řadu vedlejších účinků.
Shaggy a Scooby Doo, vyzbrojeni vylepšeným Záhadostrojem, věrným robotickým sluhou Robim, bohatstvím a vylepšenými keksíky, dostanou za úkol zastavit Phinease Phibese a zachránit svět.

## Postavy
- Norville „Shaggy“ Rogers: mladý a bojácný chlapec, jehož nejlepším a neoddělitelným kamarádem je jeho pes Scooby-Doo. V českém znění Antonín Navrátil.
- Scooby-Doo: Shaggyho mazlíček a nejlepší kamarád. Je také bojácný, ale jezením svých keksů získává neuvěřitelné schopnosti a sílu. V českém znění Pavel Rímský.
- Robi: Věrný robotický sluha Shaggyho a Scoobyho-Doo. Vykazuje znaky defektu, nebo nepovedené experimentální verze, protože má tendenci bez rozmyslu prorážet zdi a dělat různé další destruktivní jednání. V českém znění Vojtěch Hájek.
- Dr. Albert Shaggleford: Shaggyho bohatý strýc a genální vynálezce. Obecně se má za to, že zemřel a trochu po něm Shaggy dědí, ve skutečnosti se však v utajení skrývá v doupěti Dr. Phibese a vysílá zprávy Shaggymu. V českém znění Petr Neskusil.
- Dr. Phineus Phibes: Šílený vědec, kterému se věnuje celý příběh seriálu. Když byl mladý, provedl velmi nebezpečný experiment s elektřinou a přišel o ruku. Chce ovládnout svět. V českém znění Pavel Šrom.
- Dr. Trebla: Pravá ruka Dr. Phibese, která mu dává rady a je jeho stálým společníkem. Na konci seriálu je odhaleno, že se jedná o Dr. Shaggleforda, který pracoval v utajení. Nápovědou může být, že Trebla, je Albert pozpátku. V českém znění Petr Neskusil.

Fred Jones (Pavel Vondra), Daphne Blakeová (Jana Mařasová) a Velma Dinkleyová (Hana Krtičková), další tři členové party Shaggyho a Scooby-Doo, které představují v drtivé většině ostatních seriálů představují také hlavní role, se v tomto seriálu vyskytují pouze v 10. díle s názvem Neviditelný útok.

## Vysílání
| Řada | Díly | Premiéra v USA | Premiéra v USA  | Premiéra v ČR | Premiéra v ČR |
| Řada | Díly | První díl      | Poslední díl    | První díl     | Poslední díl  |
| ---- | ---- | -------------- | --------------- | ------------- | ------------- |
| 1    | 13   | 23. září 2006  | 5. května 2007  | vysíláno      | vysíláno      |
| 2    | 13   | 22. září 2007  | 15. března 2008 | vysíláno      | vysíláno      |

Celkem bylo odvysíláno 26 dílů seriálu ve dvou řadách.